# Aukštojas
L'Aukštojas és un turó de 293,84 metres que es troba a 24 kilòmetres al sud-est de Vílnius, i és el punt més alt de Lituània. La mesura de 293,84 metres va ser realitzada per especialistes de l'Institut de Geodèsia de la Vilnius Gediminas Technical University, utilitzant tecnologia de GPS. Prèviament, el cim de Juozapinė, amb 292,7 metres, havia estat oficialment el punt més del país. El 1985, dubtes sobre aquesta prevalència van ser mencionats per Rimantas Krupickas, un geograf lituà, comentant que Juozapinė no era l'elevació més alta. L'Aukštojas està situat a uns 500 metres a l'oest del Juozapinė.